# موسی‌آباد علیا
موسی‌آباد علیا(بَرضا)، روستایی در شهرستان رومشکان در استان لرستان ایران است که از تبار زیودار(ایل زیار) هستند شغل اصلی بیشتر اهالی روستا دامداری و کشاورزی است که قشلاق خود را در روستای بُنهَر که در نزدیکی رودخانه سیآب و سد سیمره است سپری میکنند از لحاظ نَسبی ایل بَرضا و برخوردار[موسی آباد علیا و سفلی(هُرمز /هریز)]با ایل بازوند کوسه ( لولا) یک تیره و از تبار وُشمگیر زیاری هستند.
== جمعیت ==براساس سرشماری مرکز آمار ایران در سال ۱۳۸۵، جمعیت آن ۷۱۵ نفر (۱۳۹خانوار) بوده‌است.